# الدوري البيروي لكرة القدم 2001
الدوري البيروفي لكرة القدم 2001 (بالإسبانية: Campeonato Descentralizado 2001)‏ هو الموسم 73 من الدوري البيروفي لكرة القدم. كان عدد الأندية المشاركة فيه 12، وفاز فيه أليانزا ليما.